# Катание яиц

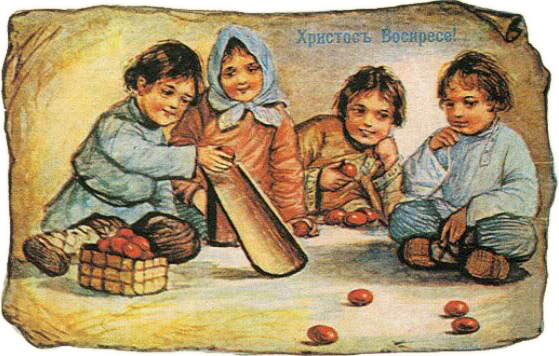
Катание яиц. Дореволюционная пасхальная открытка.

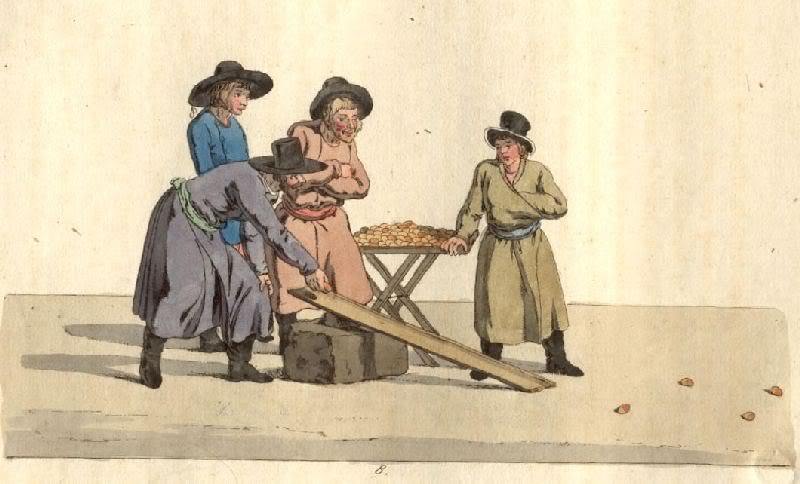
К. Гейслер. Катание яиц. 1805 г.

Катание яиц — славянская,германская и французская  пасхальная игра, заключающаяся в скатывании пасхальных яиц с небольшой горки или по специальным дорожкам, шиферным листам.
У христиан катание яйца символизирует камень, скатившийся с Гроба Господня перед воскресением Христа.

## Правила игры

Катанье яиц на Пасху 1916 года.

Катание яиц — соревновательная игра, её цель — получить яйца других игроков. В этом она является органичной частью обычаев, связанных с пасхальными яйцами, которые предполагают переход крашенных яиц из одних рук в другие.
Подготовка к игре состоит в том, что устанавливается дорожка (также называемая катком или лотком), представляющая собой жёлоб, изготовленный из картона или дерева, в торце которого выкладывают крашеные яйца, а также игрушки и прочие безделушки. Призы могут укладываться, например, на одеяло. Дорожка может быть наклонной, а форма её варьируется. Иногда обходятся без специальной дорожки, яйца при этом катают по полу, песку  или по траве. Каждый игрок катит своё яйцо по дорожке. Если он попадёт в какой-то из предметов, этот предмет выигран. Если же яйцо не задевает никакой предмет, его оставляют на площадке, и оно может достаться другому игроку в качестве приза.

## Катание яиц в Америке

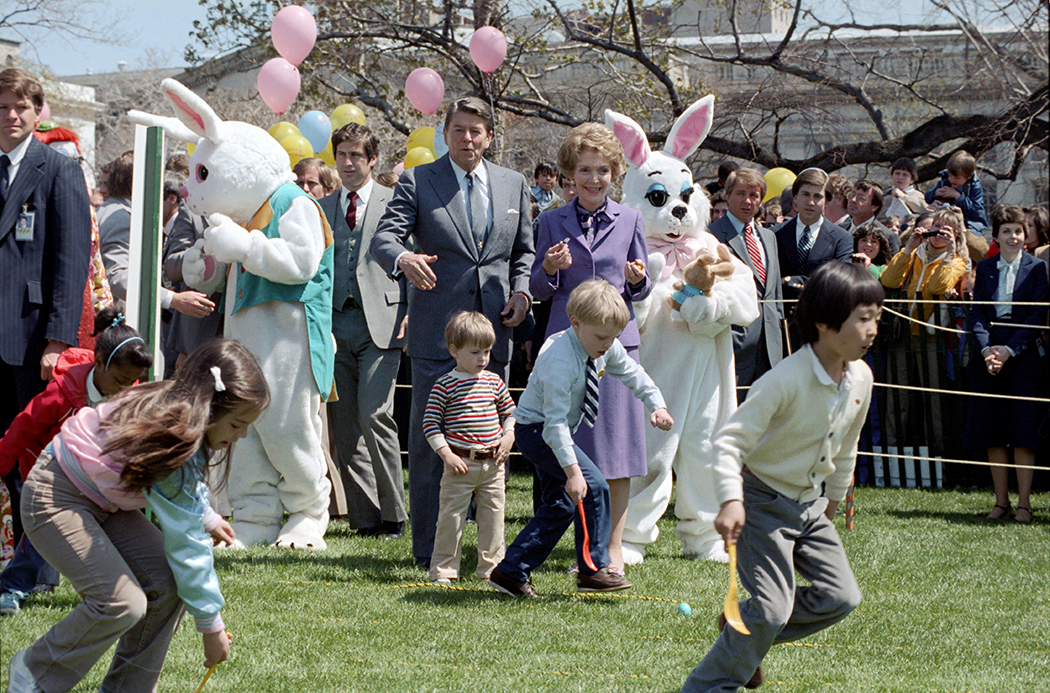
Рейган с супругой на катании яиц перед Белым домом в 1982 году

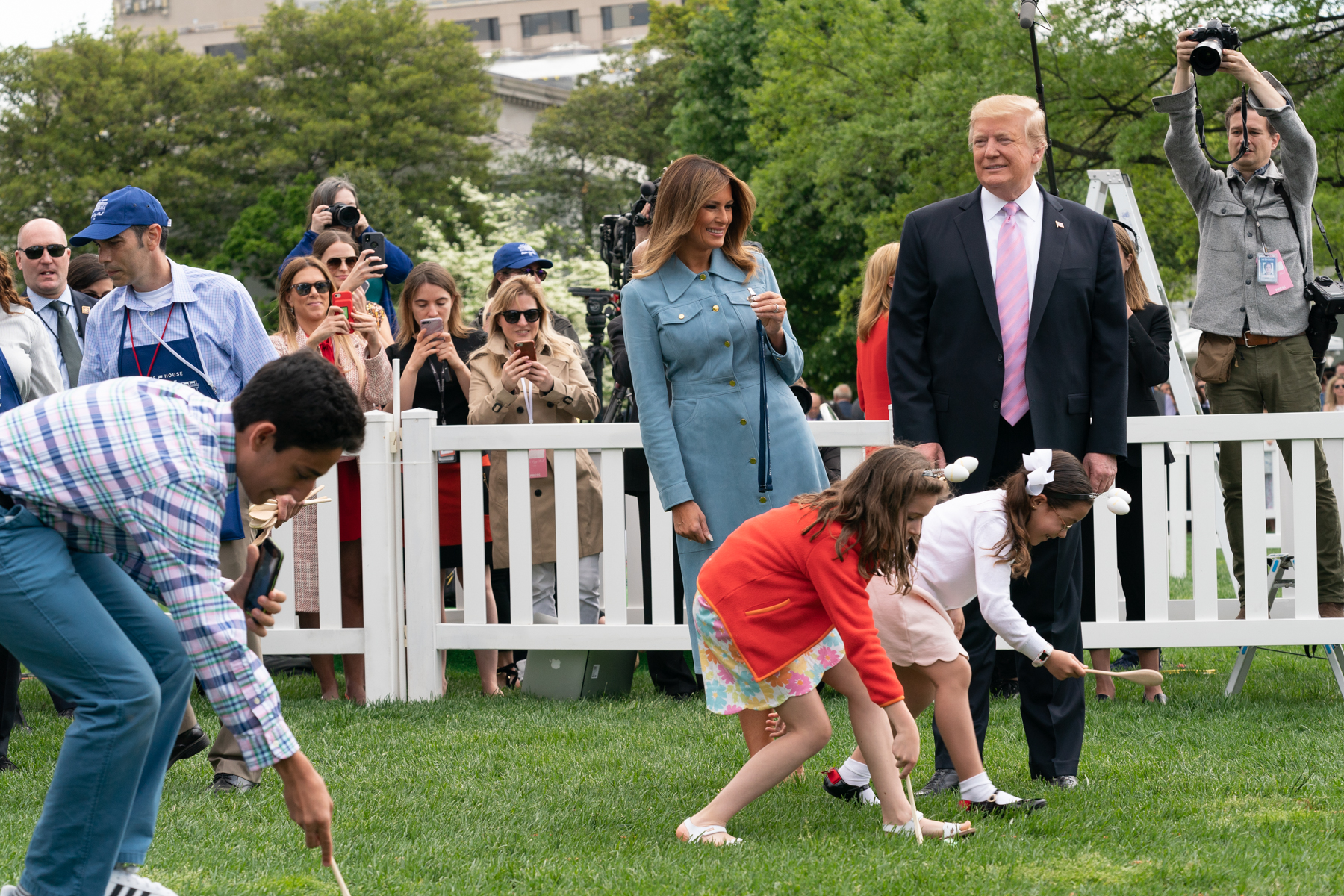
Трамп с супругой на катании яиц перед Белым домом в 2019 году

Стало традиционным катание яиц на лужайке перед Белым Домом (White House Easter Egg Roll). Эта игра отличается от русской. Соревнуясь, дети катают яйца поварёшками.